# Alexander Stanislawowitsch Romanow
Alexander Stanislawowitsch Romanow (russisch Александр Станиславович Романов; englische Transkription: Alexander Stanislavovich Romanov; * 6. Januar 2000 in Moskau) ist ein russischer Eishockeyspieler, der seit Juli 2022 bei den New York Islanders in der National Hockey League unter Vertrag steht und dort auf der Position des Verteidigers spielt.

## Karriere

### Jugend
Alexander Romanow wurde in Moskau geboren und durchlief in seiner Jugend die Nachwuchsabteilungen von Krylja Sowetow Moskau. Für deren Juniorenauswahl spielte er ab der Saison 2016/17 in der Molodjoschnaja Chokkeinaja Liga (MHL), der ranghöchsten russischen Nachwuchsliga. Zur Spielzeit 2017/18 wechselte der Abwehrspieler innerhalb der russischen Hauptstadt in die Organisation von ZSKA Moskau, für deren Farmteam, die Krasnaja Armija Moskau, er ebenfalls in der MHL auflief. Nach 14 Scorerpunkten und einer Plus/Minus-Statistik von +17 in 37 Partien wurde er im NHL Entry Draft 2018 an 38. Position von den Canadiens de Montréal ausgewählt.

### Profibereich
Mit Beginn der Saison 2018/19 gehörte Romanow zur Herrenauswahl von ZSKA Moskau und gewann mit dem Team in seiner ersten Profisaison die Playoffs der Kontinentalen Hockey-Liga (KHL) um den Gagarin-Pokal. Seine Leistungen bestätigte er im Folgejahr, bevor ihn die Canadiens im Mai 2020 mit einem Einstiegsvertrag ausstatteten. Im Rahmen der Vorbereitung auf die Spielzeit 2020/21 erspielte sich der Russe einen Platz in deren Aufgebot, sodass er im Januar 2021 sein Debüt in der National Hockey League (NHL) gab. Am Ende seiner Debütsaison erreichte er mit den Canadiens in den Playoffs 2021 prompt das Finale um den Stanley Cup, unterlag dort allerdings den Tampa Bay Lightning mit 1:4.
Nach zwei Jahren in Montréal wurde Romanow im Juli 2022 samt einem Viertrunden-Wahlrecht im NHL Entry Draft 2022 an die New York Islanders abgegeben, während die Canadiens ein Erstrunden-Wahlrecht für den gleichen Draft erhielten. Zu diesem Zeitpunkt hatte der Russe allerdings den Status eines Restricted Free Agent, wobei eine Vertragsverlängerung in New York im August 2022 zustande kam. Sein neuer Dreijahresvertrag soll ihm ein durchschnittliches Jahresgehalt von 2,5 Millionen US-Dollar einbringen. Dieser wiederum wurde im Juni 2025 um acht Jahre verlängert, wobei sein Jahresgehalt auf 6,25 Millionen US-Dollar stieg.

### International
Romanow bestritt mit der U18-Weltmeisterschaft 2018 sein erstes großes Turnier, bei der das Team mit dem sechsten Rang die Medaillenränge deutlich verpasste. Mit der russischen U20-Nationalmannschaft nahm er anschließend an den U20-Weltmeisterschaften 2019 und 2020 teil, wobei die Sbornaja eine Bronze- sowie eine Silbermedaille errang. Romanow selbst wurde bei beiden Turnieren ins All-Star-Team gewählt, während man ihn 2019 zudem als besten Verteidiger auszeichnete. Darüber hinaus gab er im Rahmen der Euro Hockey Tour 2019/20 sein Debüt für die A-Nationalmannschaft seines Heimatlandes.

## Erfolge und Auszeichnungen
- 2019 Gagarin-Pokal-Gewinn mit ZSKA Moskau

### International
- 2019 Bronzemedaille bei der U20-Weltmeisterschaft
- 2019 Bester Verteidiger und All-Star-Team der U20-Weltmeisterschaft
- 2020 Silbermedaille bei der U20-Weltmeisterschaft
- 2020 All-Star-Team der U20-Weltmeisterschaft

## Karrierestatistik
Stand: Ende der Saison 2024/25

### International
Vertrat Russland bei:
- U18-Weltmeisterschaft 2018
- U20-Weltmeisterschaft 2019
- U20-Weltmeisterschaft 2020

(Legende zur Spielerstatistik: Sp oder GP = absolvierte Spiele; T oder G = erzielte Tore; V oder A = erzielte Assists; Pkt oder Pts = erzielte Scorerpunkte; SM oder PIM = erhaltene Strafminuten; +/− = Plus/Minus-Bilanz; PP = erzielte Überzahltore; SH = erzielte Unterzahltore; GW = erzielte Siegtore; 1 Play-downs/Relegation; Kursiv: Statistik nicht vollständig)

## Familie
Sein Vater Stanislaw Romanow war ebenfalls Eishockeyspieler, nahm für Russland an der Weltmeisterschaft 1995 teil und wurde im Jahre 2000 russischer Meister. Sein Großvater mütterlicherseits, Sinetula Biljaletdinow, wurde mit der sowjetischen Nationalmannschaft Olympiasieger und mehrfacher Weltmeister.